# Ilha de Iony

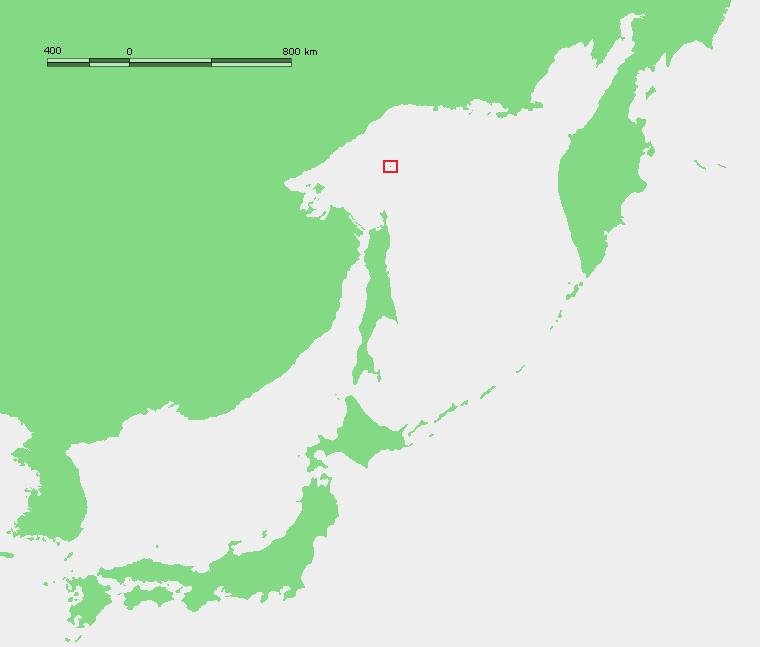
Localização da Ilha de Iony no mar de Okhotsk

A ilha de Iony (em russo:  Остров Ионы), ou ilha de Jonas, outrora Ostrov Svyatogo Iony (ilha de São Jonas), é uma pequena ilha no Mar de Okhotsk. Tem 1,6 km de comprimento e 850 m de largura, e uma forma cônica.
Ilha de Iony é a única ilha do mar de Okhotsk que está localizada em mar aberto. Todas as outras ilhas no mar de Okhotsk são ou ilhas costeiras ou pertencem ao arquipélago das ilhas Curilas.
A remota e isolada ilha de Iony é um local de procriação para o leão-marinho-de-steller.
Administrativamente, Iony pertence ao krai de Khabarovsk da Federação Russa.